# Rufus Norris
Rufus Norris (ur. 16 stycznia 1965 w Cambridge) – brytyjski reżyser teatralny i filmowy, a wcześniej aktor. Od 2015 dyrektor artystyczny Królewskiego Teatru Narodowego w Londynie.

## Życiorys
Jest absolwentem studiów aktorskich w Royal Academy of Dramatic Art. W latach 80. i 90. pracował jako aktor, jednak później skupił na reżyserii. W 2001 otrzymał Nagrodę Teatralną Evening Standard za najlepszy debiut reżyserski, który przyznano mu za inscenizację sztuki Afore Night Come Davida Rudkina w teatrze Young Vic w Londynie.  W 2004 otrzymał tę nagrodę po raz drugi, tym razem w kategorii Nagroda Krytyków, za spektakl Festen na podstawie filmu Thomasa Vintenberga w Almeida Theatre w Londynie.
W latach 2002–2007 miał stały angaż reżyserski w teatrze Young Vic, gdzie wystawiał głównie sztuki należące do literatury współczesnej. Jednocześnie współpracował też z innymi scenami. W 2006 roku zadebiutował w Teatrze Narodowym, gdzie wyreżyserował sztukę Market Boy Davida Elridge’a. W 2009 r. na największej scenie tego samego teatru, w Olivier Theatre, wystawiana była jego inscenizacja tekstu Death and the King’s Horseman autorstwa nigeryjskiego noblisty Wole Soyinki. W 2006 r. miał też miejsce jego debiut reżyserski na West Endzie, gdzie przygotował inscenizację musicalu Cabaret, wystawianą przez dwa lata w Lyric Theatre.
W 2009 r. zadebiutował jako reżyser filmowy, wyprodukowanym przez BBC obrazem King Bastard, do którego scenariusz napisała jego żona Tanya Ronder. W 2010 został zaproszony do współpracy przez English National Opera (ENO), gdzie wyreżyserował Don Giovanniego Mozarta. Rok później był reżyserem powstającej w koprodukcji ENO i festiwalu w Manchesterze prapremiery opery Dr Dee, autorstwa Damona Albarna. W tym samym, 2011 roku, został etatowym reżyserem w Teatrze Narodowym.
Jego drugi film kinowy, Broken (2012), miał swoją światową premierę na 65. MFF w Cannes. Obraz otrzymał nagrodę dla najlepszego brytyjskiego filmu niezależnego.
W 2013 r. wspólnie z żoną został zaproszony do przygotowania inauguracji nowej, tymczasowej (powstałej na czas remontu jednej ze stałych sal) sceny Teatru Narodowego pod nazwą The Shed (dosłownie Szopa), w ramach której wyreżyserował sztukę Table autorstwa swojej małżonki.

### Dyrektor artystyczny Teatru Narodowego
W październiku 2013 r. ogłoszona została jego nominacja na dyrektora artystycznego Teatru Narodowego w Londynie, przy czym postanowiono, iż przejmie obowiązki od Nicholasa Hytnera dopiero półtora roku później, w kwietniu 2015 r., tak aby wziąć odpowiedzialność za repertuar Narodowego począwszy od sezonu 2015/2016. W swoim pierwszym dyrektorskim sezonie wyreżyserował osobiście dwie premiery: uwspółcześnioną przez poetkę Carol Ann Duffy wersję średniowiecznego moralitetu Everyman oraz oparty na tekstach Lewisa Carolla nowy musical Wonder.land z muzyką Damona Albarna. W 2015 r. wyreżyserował także ekranizację musicalu London Road, opowiadającego historię morderstw dokonywanych w Ipswich przez Stevena Wrighta. Był to powrót Norrisa do tego materiału, gdyż trzy lata wcześniej przygotował w Narodowym prapremierę sceniczną London Road.
W 2016 r. przygotował nową londyńską inscenizację Opery za trzy grosze Bertolda Brechta. W 2017 r. wyreżyserował sztukę My Country; a work in progress, ułożoną przez Carol Ann Duffy z autentycznych wypowiedzi Brytyjczyków na temat brexitu. W tym samym roku przygotował też prapremierę sztuki Mosquitoes autorstwa Lucy Kirkwood z Olivią Coleman w roli głównej. W 2018 po raz pierwszy od ćwierć wieku sięgnął po repertuar szekspirowski, a dokładnie po Makbeta, obsadzając Rory’ego Kinneara w roli tytułowej, zaś Anne-Marie Duff jako jego żonę.